# 本要寺 (名古屋市)
本要寺（ほんようじ）は、愛知県名古屋市東区東桜二丁目にある日蓮宗の寺院。

## 概要
付近には法華寺、照遠寺、本住寺、眞柳寺、大法寺、壽元寺、法輪寺、浄蓮寺、妙泉寺等戦後の都市計画で移転された日蓮宗寺院が多数ある。
樋口好古・宮崎睡鷗の墓があるが、平和公園に移転されている。